# Marcelino Inorrueta de la Fuente
Marcelino Inorrueta de la Fuente är en ort i Mexiko.   Den ligger i kommunen Huimanguillo och delstaten Tabasco, i den sydöstra delen av landet, 600 km öster om huvudstaden Mexico City. Marcelino Inorrueta de la Fuente ligger 45 meter över havet och antalet invånare är 445.
Terrängen runt Marcelino Inorrueta de la Fuente är mycket platt. Runt Marcelino Inorrueta de la Fuente är det ganska glesbefolkat, med 45 invånare per kvadratkilometer. Närmaste större samhälle är Chontalpa, 6,4 km sydost om Marcelino Inorrueta de la Fuente. Trakten runt Marcelino Inorrueta de la Fuente består till största delen av jordbruksmark.